# Чагчаран
Чагчаран (дарі چغچران), також часто Фірозкох (дарі فیروزکوه) — місто і район в центральному Афганістані, центр провінції Гор. Місто розташований на південній стороні річки Герируд, на висоті 2230 м над рівнем моря. Чагчаран з'єднується автомагістраллю довжиною 380 кілометрів з Гератом на захід (біля південної сторони гір Паропаміз), а також автомагістраллю довжиною 450 кілометрів з Кабулом на схід. Місто обслуговує аеропорт Чагчаран.
Населення Чагчарана складає близько 15 тисяч осіб, які переважно говорять мовою дарі. Проте останні дані вказують, що населення міста становить 31266 осіб (у 2015 році). Чагчаран має 1 район із загальною площею 2614 гектарів. Загальна кількість житлових будинків у місті становить 3474.

## Історія

### Середньовіччя

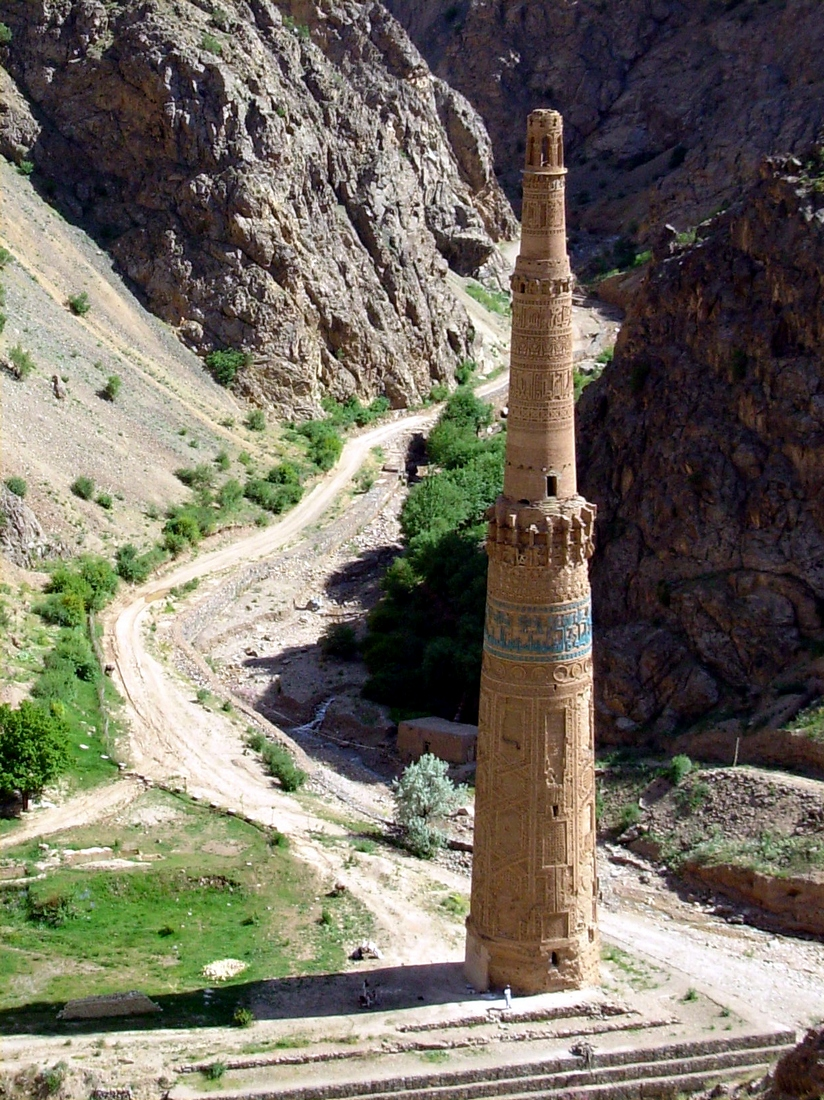
Джамський мінарет, побудований династією Гурідів

До приходу ісламу жителі регіону сповідували різні релігії, зокрема зороастризм, буддизм та індуїзм. Ісламське завоювання Афганістану султаном Махмудом Газневі відбулося в Х столітті. Після поразки Газневідів у ХІІ столітті ця територія перейшла під контроль місцевої династії Гурідів. Династія Гурідів мала свою літню столицю Фірозкох неподалік сучасного міста, де вони побудували мінарет Джам. Сьогодні Джамський мінарет є об'єктом Всесвітньої спадщини ЮНЕСКО.
У ХІІІ столітті регіон Гор був захоплений монгольською армією, яка знищила Фірозкох, але залишила Джамський мінарет недоторканим. Після цього територією в районі міста володіли Ільхани, аж до завоювання міста Тимуром в XIV столітті.
У книзі XVI століття «Бабурнама» згадується місто Чахчеран при описі візиту Бабура в 1507 року під час його подорожі до Кабула. Це місто було розташоване в регіоні Гурджистан, між Гератом, Гором і Газні.

### Сучасна епоха

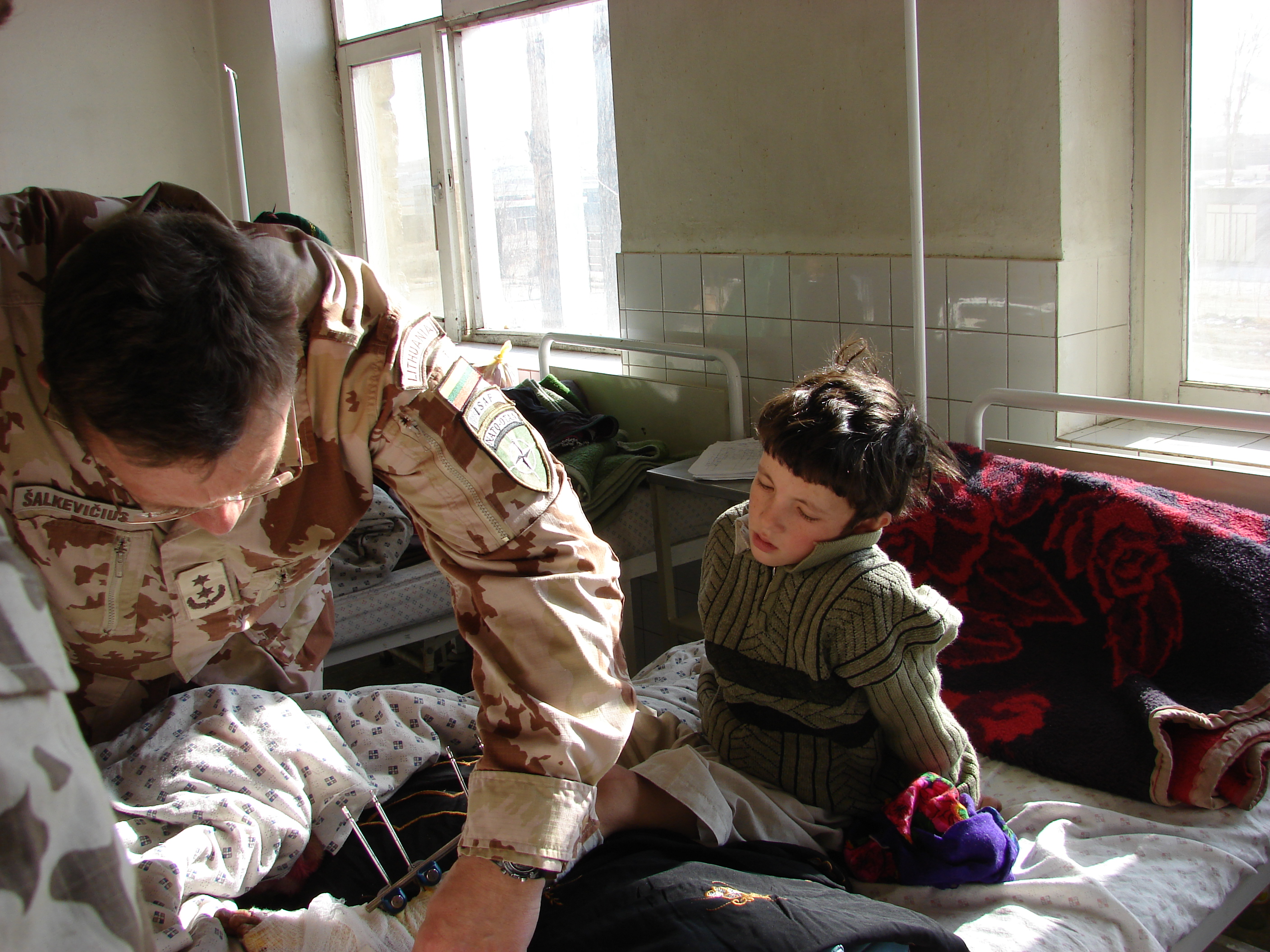
Литовський медик відвідує хворого в Чагчаранській лікарні.

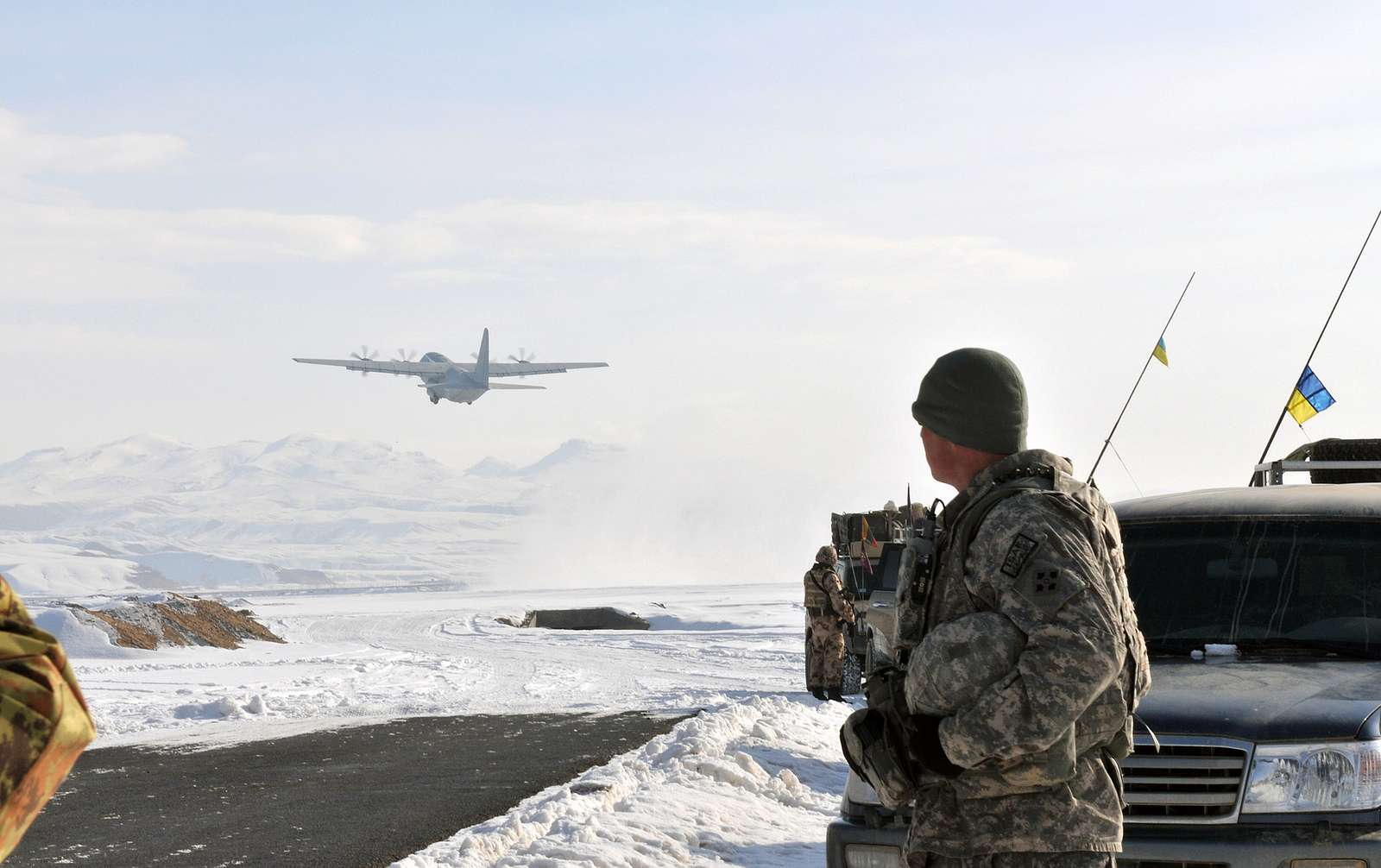
Міжнародні сили поблизу Чагчарана, 2011 рік.

У 2004 році в місті вийшла в ефір незалежна FM-радіостанція (дарі راديو صداي صلح, Радіо «Голос миру»), перший незалежний засіб інформації в цій частині Афганістану.
У червні 2005 року Міжнародні сили сприяння безпеці створили командування з відновлення провінцій на чолі з литовськими військовослужбовцями, в якій також служили хорватські, данські, американські, українські, ісландські та грузинські військоослужбовці.
14 травня 2020 року таліби напали на блокпост у Чагчарані, убивши трьох афганських солдатів і взявши в полон 11 інших.
У серпні 2021 року Чагчаран був захоплений бойовиками Талібану, став шістнадцятою столицею провінції, яку захопили таліби в рамках масованого наступу талібів у 2021 році.

## Демографія
У місті проживає приблизно 15 тисяч осіб, що робить його найбільшим у провінції. Проте, за оцінками, населення цього міста в 2015 році становило 31266 осіб. Основними жителями Чагчарана є аймаки, хазарейці та таджики. Таджики живуть переважно неподалік міста в районі Маргаб.

## Розташування
Чагчаран (Фірозкох) розташований у центральному районі Афганістану, з'єднаний автомагістраллю в 380 км на захід від Герата і приблизно на тому ж сході до Кабула. Стародавнє місто Фірозкох, яке відоме з часів Чингісхана та монгольського нашестя, розташоване неподалік сучасного міста Чагчаран, відоме землеробством і тваринництвом.

## Транспорт
Станом на серпень 2015 року аеропорт Чагчаран, який розташований на північний захід від річки Герируд, за 1,6 км на північний схід від Чагчарана, регулярно виконував авіарейси до Кабула та Герата. Однак станом на січень 2016 року комерційні оператори більше не пропонують регулярні рейси, в результаті чого Гуманітарна авіаційна служба ООН залишається єдиним користувачем аеропорту Чагчаран з рейсами в Кабул і Герат.
Головна дорога з Чагчарана веде до Герата на заході та Кабула на сході. Через суворі погодні умови взимку дорога часто закривається, і навіть влітку дорога з Чагчарана до Кабула може зайняти 3 повних дні.

## Економіка
Основними видами економічної діяльності в провінції Гор є сільське господарство та тваринництво.

## Клімат
Місто лежить у зоні, що характеризується вологим континентальним кліматом, зі сніжною зимою та теплим сухим літом. Опадів у місті випадає мало, переважно взимку та навесні.
| Клімат Чагчарана                               | Клімат Чагчарана | Клімат Чагчарана | Клімат Чагчарана | Клімат Чагчарана | Клімат Чагчарана | Клімат Чагчарана | Клімат Чагчарана | Клімат Чагчарана | Клімат Чагчарана | Клімат Чагчарана | Клімат Чагчарана | Клімат Чагчарана | Клімат Чагчарана |
| Показник                                       | Січ.             | Лют.             | Бер.             | Квіт.            | Трав.            | Черв.            | Лип.             | Серп.            | Вер.             | Жовт.            | Лист.            | Груд.            | Рік              |
| Абсолютний максимум, °C                        | 12               | 11,5             | 20,6             | 26,8             | 32,3             | 34,6             | 37,4             | 35               | 33               | 27,5             | 21               | 16,7             | 37,4             |
| Середній максимум, °C                          | −1,3             | 0                | 8,8              | 17,4             | 21,8             | 27,3             | 29,8             | 28,8             | 24,7             | 17,9             | 11,4             | 3,2              | 15,8             |
| Середня температура, °C                        | −9,4             | −7,3             | 1,6              | 9,3              | 12,8             | 17,2             | 19,3             | 17,8             | 12,4             | 6,9              | 1,5              | −4,4             | 6,5              |
| Середній мінімум, °C                           | −16,3            | −15,3            | −3,9             | 2,1              | 3,5              | 4,9              | 7,1              | 5,3              | −0,2             | −2,8             | −6,8             | −11,1            | −2,8             |
| Абсолютний мінімум, °C                         | −44              | −46              | −26              | −10,8            | −6               | −2,7             | 0,5              | −2               | −8               | −14,6            | −19,5            | −35              | −46              |
| Норма опадів, мм                               | 30,9             | 32,2             | 40               | 35,3             | 20,1             | 0,4              | 0,1              | 0,5              | 0                | 11               | 15,8             | 18,1             | 204,4            |
| Днів з дощем                                   | 0                | 1                | 6                | 8                | 5                | 0                | 0                | 0                | 0                | 3                | 3                | 1                | 27               |
| Вологість повітря, %                           | 70               | 71               | 66               | 56               | 49               | 39               | 34               | 32               | 36               | 44               | 54               | 64               | 51               |
| ---------------------------------------------- | ---------------- | ---------------- | ---------------- | ---------------- | ---------------- | ---------------- | ---------------- | ---------------- | ---------------- | ---------------- | ---------------- | ---------------- | ---------------- |
| Джерело: Chakhcharan Climate Normals 1968-1983 |                  |                  |                  |                  |                  |                  |                  |                  |                  |                  |                  |                  |                  |